# Hotel Breukelen

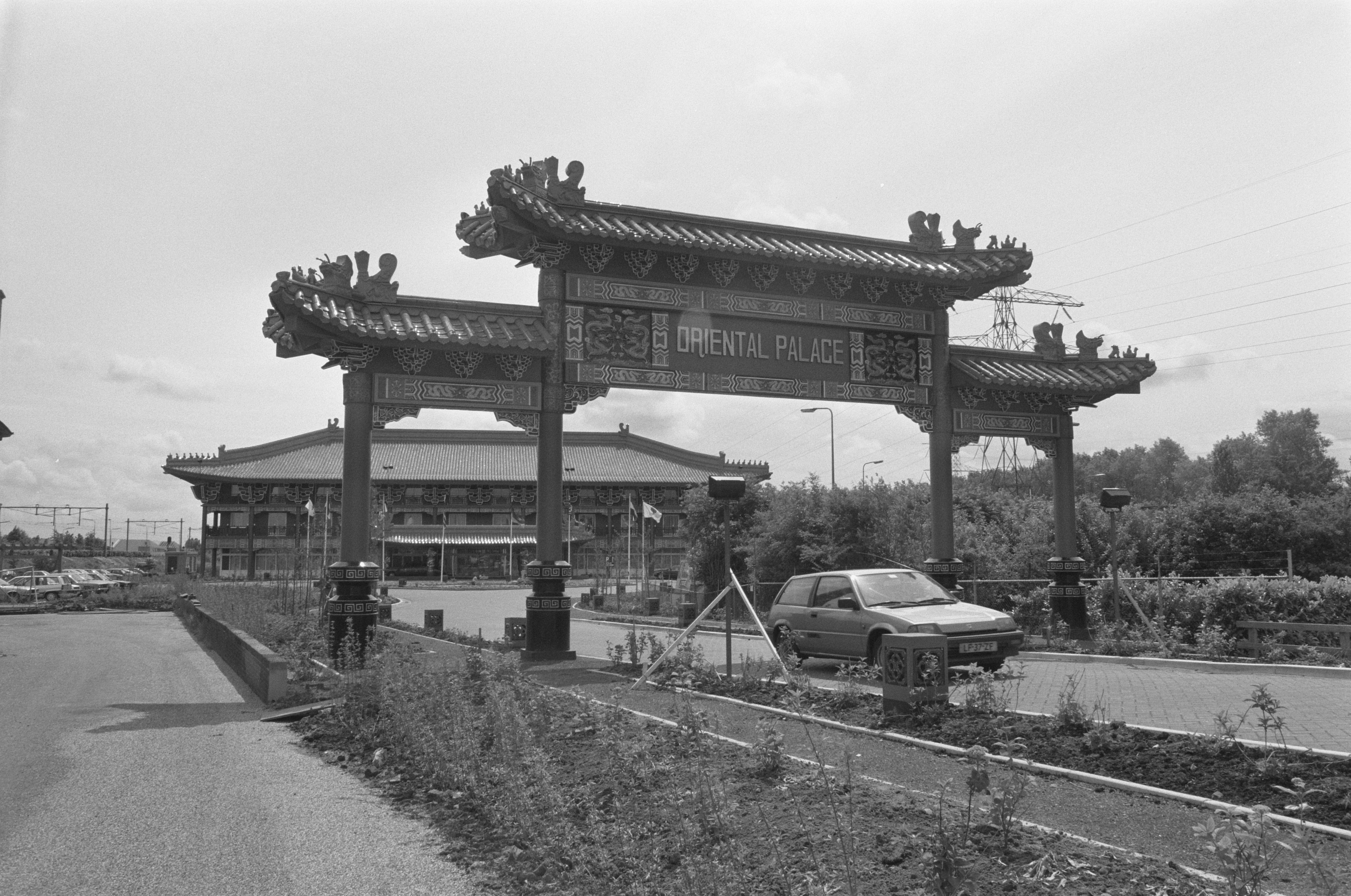
Entree van het Oriental Palace Hotel in 1988

Hotel Breukelen is een viersterrenhotel en wegrestaurant dat deel uitmaakt van de Van der Valk-keten. Het hotel ligt naast de A2 bij Breukelen, op loopafstand van het station.

## Geschiedenis en architectuur
Het gebouw werd oorspronkelijk opgericht door de Nederlands-Chinese ondernemer Dave Wong als Chinees restaurant onder de naam 'Oriental Palace Hotel'. Wong investeerde dertig miljoen gulden in de bouw van het opvallende pand, maar ging drie maanden na de opening failliet door de hoge bouwkosten. In 1988 werd het pand geveild en Van der Valk kocht het voor 14.111.220 gulden. Het opvallende gebouw, dat dateert uit circa 1985, werd oorspronkelijk gebouwd in een Chinese stijl, geïnspireerd op het keizerlijk paleis in de Verboden Stad in Peking. De binnenkant heeft echter geen Chinese stijl en fungeert als een traditioneel Van der Valk-restaurant.
In 2011 werd naast het hoofdgebouw een nieuw hotelblok geopend met extra kamers en een wellnesscentrum met zwembad. Na een verbouwing in 2019 verloor het gebouw ook aan de buitenkant zijn Chinese stijl. In 2023 is het hoofdgebouw wederom verbouwd, waarbij het interieur en exterieur zijn gemoderniseerd en uitgebreid met nieuwe zalen en restaurantfaciliteiten.
Tijdens de coronapandemie werd Hotel Breukelen tijdelijk omgebouwd tot een coronahotel, met faciliteiten voor meer dan 300 patiënten. Dit initiatief was bedoeld om de druk op ziekenhuizen te verlichten en extra zorgcapaciteit te bieden aan coronapatiënten die geen intensieve zorg nodig hadden, maar wel medische ondersteuning.

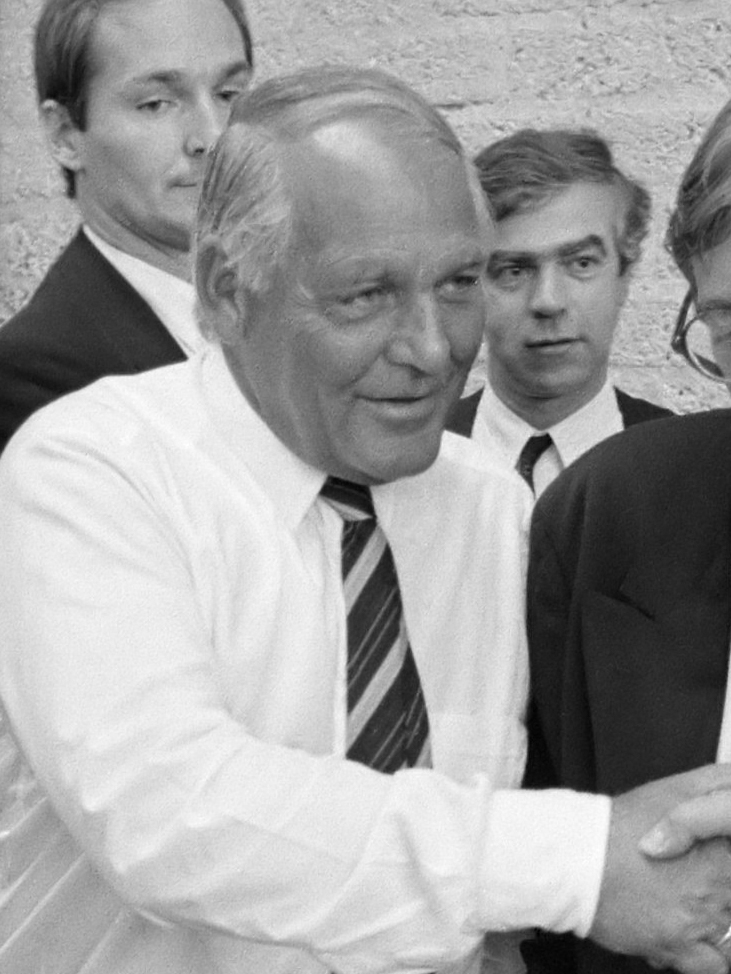
Gerrit van der Valk wordt gefeliciteerd met de koop van Oriental Palace in Breukelen (1988)